# 拉塞尔号驱逐舰 (DDG-59)
拉塞尔号驱逐舰（USS Russell (DDG-59)）是美国海军阿利·伯克级驱逐舰的第九艘，以海军少将约翰·亨利·拉塞尔及其子海军陆战队少将小约翰·亨利·拉塞尔。
拉塞尔号驱逐舰于1992年7月24日在密西西比州帕斯卡古拉的英戈尔斯造船厂安放龙骨，1993年10月20日下水，1995年5月20日服役，母港为夏威夷州珍珠港。